# Seilbahn Wuppertal
| Lage: | Wuppertal                                  |                                                         |                                                         |
| Gebirge: | Wuppertaler Südhöhen                       |                                                         |                                                         |
| Länge: | 2800 m                                     |                                                         |                                                         |
| Höhendifferenz: | 165 m                                      |                                                         |                                                         |
| Bauart: | Dreiseilumlaufbahn                         |                                                         |                                                         |
| Eröffnung: | vorgeschlagen für 2025; 2019 aufgegeben    |                                                         |                                                         |
| Fahrtdauer: | 9 Minuten                                  |                                                         |                                                         |
| Geschwindigkeit: | 6 m/s (21,6 km/h)                          |                                                         |                                                         |
| Beförderungsleistung: | 3500 (7000 in beide Richtungen) Personen/h |                                                         |                                                         |
| \| \| 0,0 \| Talstation: Hauptbahnhof 51° 15′ 16,7″ N, 7° 8′ 56,8″ OKoordinaten: 51° 15′ 16,7″ N, 7° 8′ 56,8″ O \| Talstation: Hauptbahnhof 51° 15′ 16,7″ N, 7° 8′ 56,8″ OKoordinaten: 51° 15′ 16,7″ N, 7° 8′ 56,8″ O \| \| \| 1,0 \| Mittelstation: Universität 51° 14′ 42,4″ N, 7° 8′ 48″ O \| Mittelstation: Universität 51° 14′ 42,4″ N, 7° 8′ 48″ O \| \| \| 2,8 \| Bergstation: Küllenhahn 51° 13′ 47,3″ N, 7° 8′ 36″ O \| Bergstation: Küllenhahn 51° 13′ 47,3″ N, 7° 8′ 36″ O \| |                                            |                                                         |                                                         |
| U-Bahn-Kopfbahnhof Streckenanfang (Strecke außer Betrieb) | 0,0                                        | Talstation: Hauptbahnhof 51° 15′ 16,7″ N, 7° 8′ 56,8″ O | Talstation: Hauptbahnhof 51° 15′ 16,7″ N, 7° 8′ 56,8″ O |
| U-Bahn-Bahnhof (Strecke außer Betrieb) | 1,0                                        | Mittelstation: Universität 51° 14′ 42,4″ N, 7° 8′ 48″ O | Mittelstation: Universität 51° 14′ 42,4″ N, 7° 8′ 48″ O |
| U-Bahn-Kopfbahnhof Streckenende (Strecke außer Betrieb) | 2,8                                        | Bergstation: Küllenhahn 51° 13′ 47,3″ N, 7° 8′ 36″ O    | Bergstation: Küllenhahn 51° 13′ 47,3″ N, 7° 8′ 36″ O    |

Die Seilbahn Wuppertal war ein in den 2010er-Jahren kontrovers diskutiertes Nahverkehrsprojekt. Die Seilbahn sollte den Hauptbahnhof in Elberfeld-Mitte mit der Universität (Campus Grifflenberg) und dem Ortsteil Küllenhahn nahe dem Schulzentrum Süd auf den Wuppertaler Südhöhen verbinden. Nach einem Bürgerentscheid wurde das Projekt im Mai 2019 aufgegeben.

## Ausgangslage

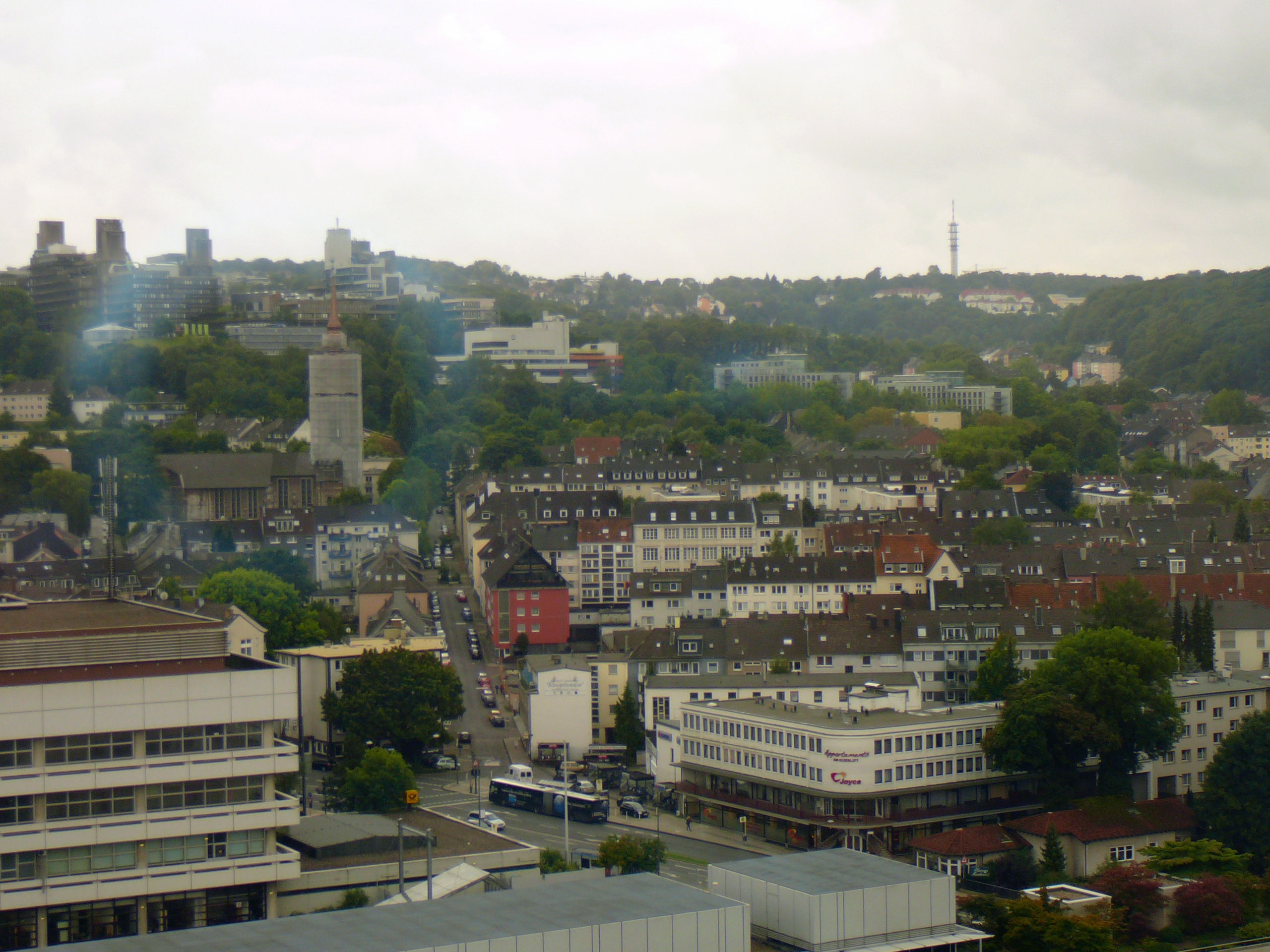
Vorne links das nahe zur geplanten Talstation liegende Postgebäude; oben links die Universität sowie mittig das weiße Mensa-Gebäude; oben rechts der Fernmeldeturm Küllenhahn, hinter dem sich das Schulzentrum Süd befindet.

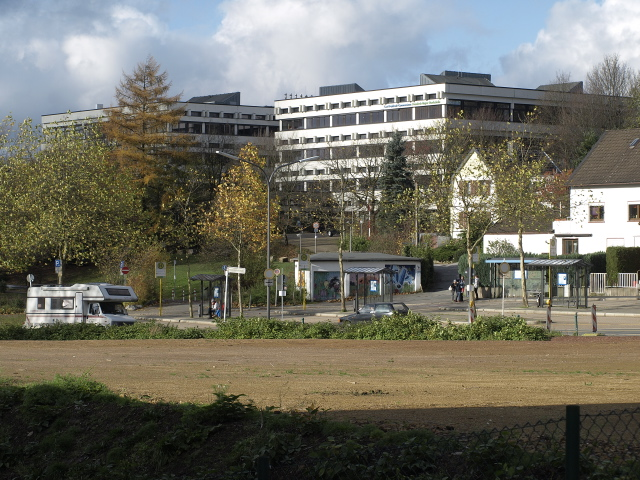
Der Busbahnhof Küllenhahn, dahinter das Schulzentrum Süd

Wuppertal ist eine entlang der Talachse verkehrstechnisch gut erschlossene Bandstadt mit weiteren im ÖPNV hoch ausgelasteten Relationen, insbesondere in Richtung der Südhöhen. Die Relation Hauptbahnhof–Küllenhahn (Haltestelle Hahnerberg) wurde 2015 von acht Buslinien bedient. Dies waren die Linien CE64 und CE65 ohne Halt zwischen Hauptbahnhof und Küllenhahn, 607 und 635 auf direktem Weg entlang der Cronenberger Straße, 613 ebenfalls auf dieser Route – aber mit Umweg über den Dürrweg, sowie die Linien 615, 625 und 645 über den Bereich der Universität, die jeweils im 20-Minuten-Takt verkehren, sodass sich auf dieser Relation 24 Fahrten stündlich ergaben. Vier weitere Linien durchfahren das Stadtquartier Hahnerberg in Richtung des Cronenberger Zentrums.
Ein Teil dieser Linien verkehrte über den Grifflenberg, wo sich der Hauptcampus der Bergischen Universität Wuppertal befindet. Dieser wurde durch die zwei regulären Buslinien 615 und 645 der WSW mobil, welche auch nach Küllenhahn verkehrten, direkt angebunden. Die Buslinien 603 und 625 fuhren im Bereich der Universität ergänzend. Diese vier Buslinien ergänzten sich zu einem Fünf-Minuten-Takt, der zu Vorlesungszeiten durch zwei E-Wagen-Linien ausgeweitet wurde; eine mit Zwischenhalten auf der Relation Hauptbahnhof–Universität Campus Grifflenberg–Campus Freudenberg sowie dem Uni-Express, der mit bis zu acht Fahrten in 60 Minuten ohne weiteren Halt zwischen Hauptbahnhof und Campus Grifflenberg eingesetzt wurde. Alle genannten Linien wurden meist mit Gelenkbussen bedient und stellten zwischen Hauptbahnhof und Campus Grifflenberg einen dichten Pendelverkehr her, der gerade zu Stoßzeiten – zeitweise wurden mit bis zu 38 Abfahrten stündlich Richtung Universität und Hahnerberg angeboten – aber häufig überlastet war.
Aufgrund dieser beiden hochfrequentierten Zielpunkte südlich Elberfelds entstand die Idee, die beiden Quartiere Grifflenberg und Küllenhahn mit einem leistungsfähigeren Verkehrsmittel als dem Omnibus zu erschließen.

## Geschichte
Die Idee zum Bau einer Seilbahn war seit Vorlegung eines Konzeptpapiers des Verbandes Pro Bahn im Jahr 2012 bekannt und wurde bis Ende 2013 im Rahmen des Strategieprozesses Wuppertal 2025 aus über 130 Vorschlägen als eines von 13 Schlüsselprojekten erarbeitet. In einer Machbarkeitsstudie erklärte WSW mobil im Mai 2015, das Projekt sei umsetzbar und wirtschaftlich zu betreiben, die Kosten in Höhe von etwa 51 Millionen Euro würden zu maximal 90 Prozent durch Förderprogramme getragen. Eine anschließende Vorstudie des Ingenieurbüros Schweiger mit Beteiligung des Verbandes Pro Bahn, der Stadt Wuppertal, der Universität sowie der Deutschen Bahn bestätigte daraufhin die technische und topographische Umsetzbarkeit und erarbeitete das Konzept einer Dreiseilumlaufbahn auf der Strecke Hauptbahnhof–Grifflenberg–Küllenhahn. Anlässlich dieser Ergebnisse formierte sich bis Mitte Juni 2015 die Bürgerinitiative Seilbahnfreies Wuppertal, einen Monat später folgte das Pendant Pro Seilbahn. Mitte Juli boten die WSW beiden Parteien einen Ausflug nach Koblenz inklusive Besichtigung der dortigen Seilbahn an, um beiderseits neue Einsichten zu gewinnen.
Ende 2015 sollte durch den Stadtrat entschieden werden, ob das Projekt fortgesetzt und in ein Planfeststellungsverfahren überführt wird. Das Thema wurde kontrovers diskutiert und die Entscheidung vertagt. Anfang 2016 beschloss der Rat weitere Prüfungen und ein Beteiligungsverfahren. Das so erarbeitete Bürgergutachten wurde im November vorgestellt, es sprach sich für die Weiterplanung aus. Alle Unterlagen wurden Ende des Jahres in den Stadtrat eingebracht, der dann im Februar 2017 über die Fortführung des Projektes entscheiden sollte. Wegen unklarer Kostenschätzungen wurde die Entscheidung auf Mai verschoben. Ein neues Gutachten schätzte die Kosten auf 82,7 Millionen Euro, woraufhin die Stadtpolitik einen Beschluss weiter vertagte. Im Juli 2017 entschied der Rat schließlich, zunächst keine Planfeststellung einzuleiten, bis die Finanzierung und das Grundstück für die Talstation gesichert wären. Außerdem sollte eine weitere Bürgerbeteiligung stattfinden.
Ende 2017 erklärte die DB Station&Service, nur das gesamte Gebäude des Hauptbahnhofs verkaufen zu wollen, statt dem westlichen Einzelgrundstück, auf dem die Talstation der geplanten Seilbahn entstehen sollte. Im Juli 2018 einigten sich DB, Stadt und WSW, dass das Grundstück für die Talstation doch separat angeboten werden soll. Im November 2018 beschloss der Stadtrat, vor einem Beschluss zur Einleitung eines Planfeststellungsverfahrens eine weitere Bürgerbeteiligung durchzuführen. Im Februar 2019 entschied er dann, diese parallel zur Europawahl 2019 am 26. Mai als Bürgerentscheid per Briefwahl stattfinden zu lassen. Zur Wahl über den Seilbahnbau waren alle Wuppertaler mit EU-Staatsbürgerschaft und einem Mindestalter von 16 Jahren zugelassen. Der AStA der Uni Wuppertal kritisierte, dass damit viele Universitätsangehörige von der Wahl ausgeschlossen würden.
Die wahlberechtigten Wuppertaler stimmten mit 61,59 % gegen eine Seilbahn. Die Wahlbeteiligung lag bei 50,49 %. Die WSW kündigten daraufhin an, das Projekt nicht mehr weiterzuverfolgen. Der Partizipationsforscher Hans J. Lietzmann äußerte sich im Nachgang kritisch zum gesamten Verfahren.

## Topographie
| Ortsteil        | Höhe       | Luftlinien- entfernung | Straßenentfernung                                       | Steigung bei Luftlinie | Durchschnittliche Steigung (Straße) |
| --------------- | ---------- | ---------------------- | ------------------------------------------------------- | ---------------------- | ----------------------------------- |
| Elberfeld-Mitte | 167 m (SO) | –                      | –                                                       | –                      | –                                   |
| Grifflenberg    | 268 m      | 0950 m                 | Ausgang Bahnhofstraße–Haltestelle Mensa: 1,21 km        | 10,6 %                 | 8,3 %                               |
| Küllenhahn      | 330 m      | 1840 m                 | Haltestelle Mensa– Haltestelle Hahnerberg: 2,6 km       | 03,4 %                 | 2,4 %                               |
| Küllenhahn      | 330 m      | 1840 m                 | Haltestelle Mensa– Haltestelle Schulzentrum Süd: 3,1 km | 03,4 %                 | 2,0 %                               |

Anmerkungen:
1. ↑  Die Luftlinienentfernung bezieht sich auf die projektierten Stationspunkte der Seilbahn
2. ↑  Die Straßenentfernung bezieht sich in Richtung Küllenhahn auf die Haltestelle Mensa, in Richtung Elberfeld auf die Haltestelle Universität
3. ↑  Die Höhenangabe bezieht sich auf den Hauptbahnhof.

## Projektdetails
- Die Seilbahn sollte in drei Minuten vom Hauptbahnhof zur Universität fahren und in weiteren sechs Minuten Küllenhahn erreichen, mit neun Minuten Gesamtfahrzeit wäre sie damit schneller als jedes andere Verkehrsmittel auf dieser Relation gewesen.[2]
- Die Anlage sollte als Dreiseilumlaufbahn betrieben werden, da diese mit den größten Kabinen die für Seilbahnen höchste Beförderungsleistung pro Stunde und Richtung ermöglicht und auch eine Nutzung mit Rollatoren oder Kinderwagen zulässt.[3]
- 45 Gondeln sollten auf der Strecke eingesetzt werden, alle 32 Sekunden sollte eine Gondel abfahren.[1] In der Vorstudie werden für die Vorzugsvariante 41 Kabinen genannt.[6]
- Die Seilbahn sollte insgesamt sechs Stützen besitzen und über ein Räumungskonzept verfügen, das auch bei Ausfall des Antriebs alle Kabinen bis in die nächste Station befördert.[1][3]
- Die Seilbahn hätte gemäß einer Doppelmayr-Darstellung 5000 Fahrgäste je Stunde und Richtung befördern können, was 1000 vollausgelasteten PKW oder 100 Bussen entspräche.[2] Gemäß der Vorstudie sollten es 3500 Fahrgäste je Stunde und Richtung sein, was 700 vollausgelasteten PKW oder etwa 25 vollausgelasteten Bussen mit 141 Plätzen entspräche.[6]
- Das Seil sollte sich im Mittel etwa 30 bis 40 Meter über Bebauung befinden, an der Universität etwa sechs Meter.[1] Die dichteste Überfahrthöhe von 3,75 Metern befindet sich zwischen den Streckenkilometern 1,57 und 1,60.[31]

## Öffentliche Meinung
Bereits kurze Zeit nach Veröffentlichung der Ergebnisse der Machbarkeitsstudie der Wuppertaler Stadtwerke sowie der Vorstudie des Ingenieurbüros Schweiger wurden die Bürgerinitiativen Seilbahnfreies Wuppertal und Pro Seilbahn gegründet.

### Befürworter
Anfang Juli 2015 sprach sich der Stadtmarketingverein wuppertalaktiv für die weitere Verfolgung des Projekts aus und bezeichnete das Vorhaben als „zukunftsweisendes, positives Signal“. Die Seilbahn würde die Attraktivität der Stadt steigern und „den spürbaren Aufbruch in Wuppertal“ unterstreichen. Der ehemalige Oberbürgermeister Peter Jung und sein Nachfolger Andreas Mucke sahen in dem Projekt große Chancen für die Stadt und die betroffenen Ortsteile, die dadurch weiter aufgewertet würden. Auch unter den Angestellten und Studenten der Universität sowie den Schülern des Schulzentrums fand das Projekt aufgrund der schnelleren Anbindung ans Stadtzentrum Zustimmung. Auf den Informationsveranstaltungen, die bis Juni 2015 stattfanden, sei laut Westdeutscher Zeitung die Anzahl der Befürworter größer als die der Kritiker gewesen. Weitere Unterstützung bündelte die im Juli 2015 gegründete Bürgerinitiative Pro Seilbahn Wuppertal. Die Bergische Universität versprach sich von einer Seilbahn für Wuppertal enorme Vorteile.

### Kritiker
Die Initiative Seilbahnfreies Wuppertal hinterfragte kritisch den Sinn des Projektes und konzentrierte sich dabei auf sieben zentrale Themenbereiche:
Privatsphäre der Anlieger
Die Vertreter der Initiative kritisierten die „Beschneidung“ des Grundrechts der Privatsphäre, da die Gondeln teilweise in einem Abstand von nur zwölf Metern über der Wohnbebauung und in einem 16-stündigen täglichen Betrieb verkehren würden.
Millionenschulden durch Steuerverschwendung
Es wurde kritisiert, die Studien verließen sich zu sehr auf Erfahrungswerte hinsichtlich der Berechnung möglicher Kosten. Außerdem seien viele Kosten nicht aufgeführt, so beispielsweise Planungs- und Infrastrukturkosten für Parkplätze der Seilbahnfahrgäste oder Entschädigungszahlungen, sodass mit deutlichen Mehrkosten gerechnet werde.
Abwertung der Bereiche unterhalb der Trasse
Kritisiert wurde die Abwertung der betroffenen Gebiete durch die Errichtung von bis zu 70 Meter hohen Stützen. Zudem müssten Naturflächen gerodet werden und die Lebensqualität der Anwohner werde gesenkt.
Geplante Streichung von Bussen
Die zwecks Taktkürzung diskutierten Linien 613, 615, 625, 635 und 645 fahren laut Vertreter 33 Haltestellen im Bereich der Seilbahnstrecke an, die zudem durch zwei CityExpress-Linien abgedeckt sei. Zudem würde die Nachfrage in Ferien- oder vorlesungsfreien Zeiten stark zurückgehen.
Weitere Großbaustelle
Kritisiert wurde vor allem der Flächenbedarf des Projektes; alleine die Stützen müssten durch Trag- und Zugseile sowie Gondeln und Passagiere ein Gewicht von 275 t tragen und erforderten hierfür die Bebauung einer Fläche von etwa 400 Quadratmetern. Für die Talstation hätte ein Teil des Hauptbahnhofgebäudes abgerissen und die Bahnstrecke überbaut werden müssen, für die Mittelstation hätte außerdem ein Teil der Max-Horkheimer-Straße überbaut werden müssen.
Naturzerstörung für Bauverkehr und Bahntrasse
Für mindestens zwei der sechs Stützen hätten laut Initiative Waldstücke gerodet werden müssen, außerdem hätte der Bau und Betrieb der Baustraßen zahlreiche Tiere gefährdet und vertrieben, darunter Fledermäuse, Rehe und Füchse.
Hahnerberg als P + R für die Innenstadt
Kritisiert wurden Planungen, gemäß derer die Verkehrslage der Innenstadt durch Betrieb der Seilbahn mit umfassendem Parkplatzangebot im Bereich der Bergstation beruhigt werden sollte. Hierfür hätten zudem ein Parkhaus oder eine Tiefgarage errichtet werden sollen. Befürchtet wurde außerdem, die Seilbahn würde überwiegend als „Outlet-Express“ für das am Hauptbahnhof geplante Factory-Outlet-Center genutzt werde.